# Salvage 1
Salvage 1 (no Brasil: Operação Resgate) é uma série de televisão norte-americana produzida e exibida em 1979 pelo canal ABC. O seriado esta classificado nos gêneros: aventura, comédia e ficção científica.
Criado por Mike Lloyd Ross e estrelado por Andy Griffith, Joel Higgins, Trish Stewart, Richard Jaeckel, entre outros, a primeira temporada contou com 12 episódios e o "piloto" (o episódio piloto foi dividido em duas exibições) que foram ao ar a partir de 20 de janeiro de 1979. 
A segunda temporada iniciou em novembro de 1979, mas somente 3 episódios foram ao ar, ficando três episódios escritos e prontas para serem produzidos. O início desta temporada não repercutiu a mesma audiência que o programa teve com a primeira e a ABC cancelou o seriado. Em 1990, numa reprise do programa no canal "The Nostalgia Chanel", os 3 últimos capítulos, que não foram produzidos originalmente mas que estavam prontos para tal, foram realizados e exibidos. Ron Satlof foi o diretor de 5 episódios e o piloto.
A produção contou com Isaac Asimov como consultor científico e com a empresa Estes Industries (empresa fabricante de foguetes) como desenvolvedora do "Foguete Vulture" (abutre em português).

## No Brasil
No Brasil, o seriado foi exibido por três canais: Globo, Record e Gazeta. Na Rede Globo de Televisão foi exibido, aos domingos a tarde, no ano de 1981. A Rede Record exibiu entre 1983 e 1984, sempre nas noites de segunda-feira. Em 1990, a TV Gazeta exibiu o seriado nas tardes de segunda-feira. Posteriormente, alguns canais a cabo apresentaram o seriado includidos os capítulos produzidos em 1990.

## Trama
Harry Broderick, que tem uma empresa de sucata, a "JettisonScrap and Salvage Company", contrata uma equipe de técnicos, cientistas e astronautas para contruirem o "Foguete Vulture" com a finalidade de recolher o lixo espacial deixados na Lua. Sem a autorização governamental, o empresário insiste no projeto e realiza a viagem lunar. Na sequência, é investigado pelo agente do FBI chamado Jack Klinger. 

## Elenco
- Andy Griffith ... como Harry Broderick
- Joel Higgins ... como Skip Carmichael
- Trish Stewart ... como Melanie Slozar
- Richard Jaeckel ... como Jack Klinger
- Barry Nelson ... como Dr. Singleton
- Christopher Connelly ... como Milo
- R.G. Armstrong ... como Sheriff